# Reinhard Klimmek
Reinhard Klimmek (* 1942) ist ein deutscher Mediziner sowie Medizinforscher.

## Leben
Nach dem Abitur studierte Reinhard Klimmek bei der Medizinischen Fakultät der Ludwig-Maximilians-Universität München und promovierte im Jahr 1973 mit der Dissertation Wirkung von Allopurinol auf die renale Orotsäure- und Oxypurinausscheidung beim Menschen bei konstanter peroraler Zufuhr von Ribonucleinsäure zum Doktor der Medizin. Anschließend forschte er am Walther-Straub-Institut für Pharmakologie und Toxikologie bei der Ludwig-Maximilians-Universität in München.

## Schriften (Auswahl)

### Bücher
- Wirkung von Allopurinol auf die renale Orotsäure- und Oxypurinausscheidung beim Menschen bei konstanter peroraler Zufuhr von Ribonucleinsäure. Verlag S.I., München 1973.
- mit Ladislaus Szinicz, Nikolaus Weger: Chemische Gifte und Kampfstoffe. Wirkung und Therapie. 19 Tabellen. Hippokrates Verlag, Stuttgart 1983, ISBN 3-7773-0608-8.
- mit Wolfgang Forth: Toxisch oder kanzerogen. Bewertungsfragen pyrrolizidinalkaloidhaltiger Arzneipflanzen. Natur-Mensch-Medizin Verlag, München 1991, ISBN 978-3928914017 (PDF).
- Physiology and Pathophysiology of Respiratory Arrest by Cyanide Poisoning. Army Medical Research Institut of Chemical Defense Aberdeen Proving Ground MD, The Defense Technical Information Center, Fort Belvoir (Fairfax County) 13. Mai 1993.
- mit Ladislaus Szinicz, Peter Eyer: Role of Oximes in the Treatment of Anticholinestrase Agent Poisoning. Spektrum Akademischer Verlag, Heidelberg 1996, ISBN 3-86025-690-4.
- mit Wolfgang Forth, Dietmar Gericke: Men and Fungi. Penicillin Research and Production in World War II Germany. W. Zuckschwerdt Verlag, München 2000, ISBN 978-3886037131.

### Schriften
- mit Reiner Hedderich, Oliver Klimmek, Achim Krüger, Reinhard Dirmeier, Martin Keller, Karl O. Stetter: Anaerobic respiration with elemental sulfur and with disulfides. In: FEMS Microbiology Reviews, Volume 22,  Nr. 5 (199812), S. 353–381.
- mit Horst Thiermann, Ute Spöhrer, Peter Eyer: Operational evaluation of wet/dry autoinjectors containing atropine in solution and powered HI 6 and HLö 7. In: International Journal of Pharmaceutrics, Volume 109, Nr. 1 (199408), S. 35–43.
- mit C. Krettek, Ladislaus Szinicz, Peter Eyer, Nikolaus Wegner: Effects and biotransformation of 4-dimethylaminophenol in man and dog. In: Archives of Toxicology, August 1983, Volume 53, S. 275–288.
- mit Horst Thiermann, Maria Radke, Ute Spöhrer, Peter Eyer: Pharmacokinetics of atropine in dogs after i.m. injection withnewly developed dry/wet autoinjetors containing HI 6 or HLö 7. In: Archives of Toxicology, Februar 1996, Volume 70, S. 293–299, doi:10.1007/s002040050276.
- mit Olaf Adam, Corinna Beringer, Thomas Kless, Christa Lemmen, Alexander Adam, Michael Wiseman, Patrick Adam, Wolfgang Forth: Anti-infammatory effects of a low arachidonic acid and fish oil in patients with rheumatoid arthitis. In: Rheumatology International, Januar 2003, Volume 23, Issue 1, S. 27–36, doi:10.1007/s00296-002-0234-7.
- mit Wolfgang Forth, Olaf Adam: Untersuchung über die Wirkung von mit Sauerstoff- und Kohlensäure angereichertem Wasser auf die Physiologie der Bauchorgane. Gutachten auf der Grundlage von Tierversuchen. Studie Uni München, veröffentlicht 10. November 2000.
- mit Peter Eyer: Blood and Blood-Forming Organs. Walther-Straub-Institut, München 3. Februar 2012, Chapter 16.[2]